# Аве Мария (мультфильм)
«Аве Мария» — советский мультфильм, посвящённый жертвам вьетнамской войны. На музыку Ave Maria Шуберта.

## Сюжет
Фильм показывает ханжество и лицемерие господствующих классов США, которые, прикрываясь словами о мире, апеллируя к Богу, ведут несущую горе простым американцам жестокую войну против вьетнамских патриотов.

## Съёмочная группа
- сценарий и постановка: Ивана Иванова-Вано
- режиссёр: Владимир Данилевич
- художники-постановщики: Станислав Соколов, Вячеслав Наумов
- оператор: Владимир Сидоров
- художники-мультипликаторы: Вячеслав Шилобреев, Галина Золотовская, Павел Петров
- художники-оформители: М. Спасская, А. Рожков, Владимир Алисов, Александр Горбачёв, Ирина Доброницкая, Франческа Ярбусова
- звукооператор: Борис Фильчиков
- редактор: Раиса Фричинская
- монтажер: Надежда Трещёва
- директор картины: Натан Битман